# لویی فولر
لویی فولر (۱۵ ژانویه ۱۸۶۲–۲ ژانویه ۱۹۲۸) از پیشگامان تکنیک‌های هر دو رشته رقص مدرن و نورپردازی صحنه‌ای است. او در حومه شیکاگو، فولرسبروگ ایلینوی که اکنون هینسدال خوانده می‌شود، به دنیا آمد. او پیشه تئاتری‌اش را به عنوان بازیگر کودک حرفه‌ای آغاز کرد و بعدها به عنوان طراح و رقصنده بورلسک در وودویل و سیرک به کار پرداخت. او با اشتغال فراوان به رقص آزاد، حرکات طبیعی خودش و تکنیک‌های بداهه‌پردازانه‌اش را توسعه داد. او طراحی رقصش را با لباس‌های ابریشمینی که با نورپردازی رنگارنگ خودش روشن می‌شدند، همراه می‌کرد.
گرچه او در طول کارهایی چون رقص مارپیچ (۱۸۹۱) در آمریکا مشهور شده بود، اما احساس کرد مردم او را به‌طور جدی به عنوان یک بازیگر به حساب نمی‌آورند. پذیرایی گرمی که در طول تور اروپایی‌اش در پاریس ار او به عمل آمد، او را متقاعد کرد در فرانسه بماند و کارش را آن‌جا ادامه دهد. اجراهای مداوم او در فولیس برگر و با کارهایی مانند رقص آتش، او را به نماد جنبش هنر نو بدل کرد. فیلمی از رقص مارپیچ توسط پیشگامان فیلمسازی، آگوست و لوئیس لومیر نشان داد که کارهای او به چه صورتی هستند (البته رقصنده فیلم اغلب به اشتباه خود لویی فولر شناخته می‌شود)
کارهای پیشگامانه فولر توجه، تحسین و دوستی بسیاری از هنرمندان و دانشمندان فرانسوی را به دنبال داشت. کسانی مانند تولوز لوترک، آگوست رودن، استفان مالارمه و ماری کوری.

## نگارخانه

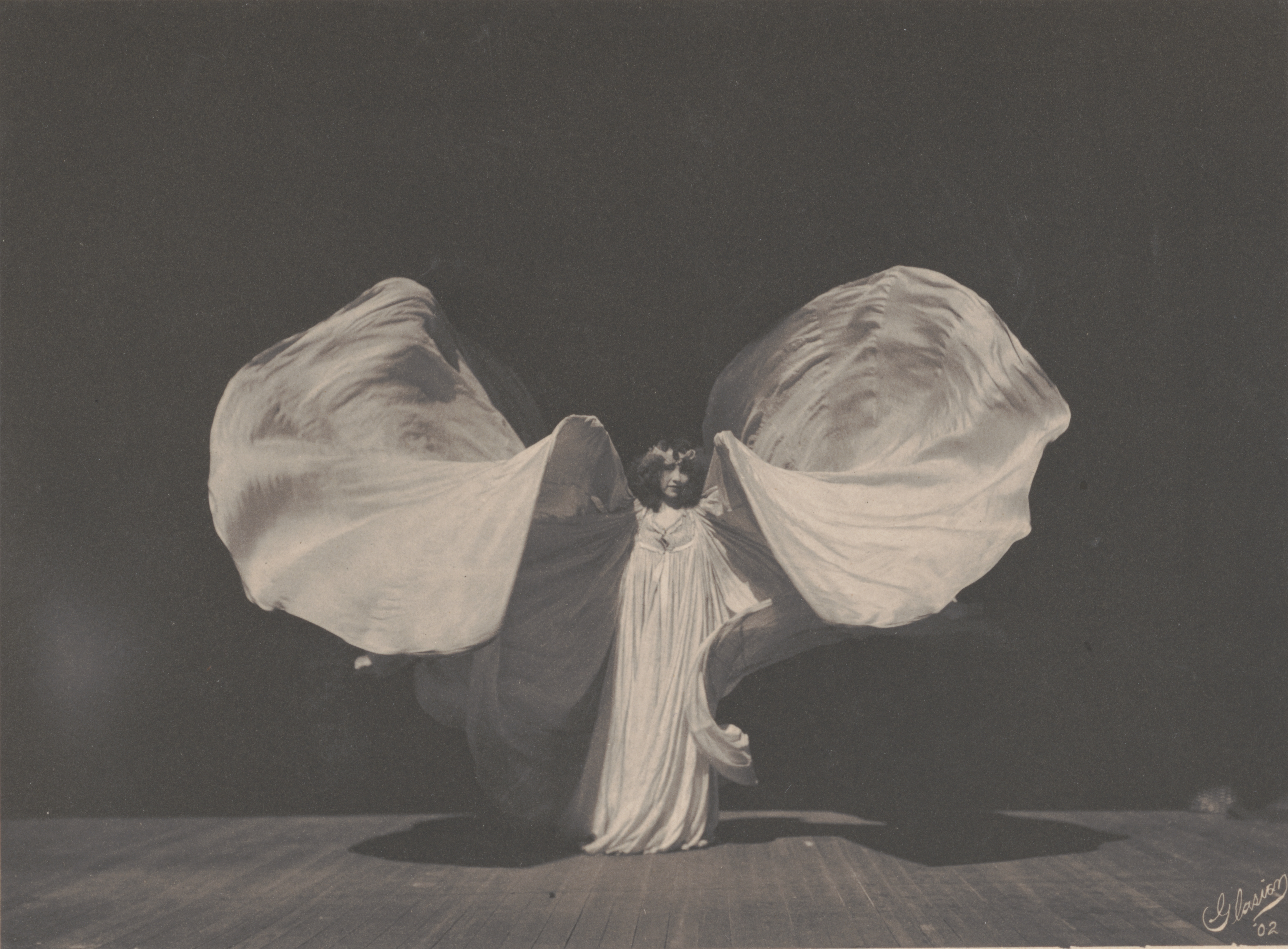
لویی فولر اثر فردریک گلاسیر به سال ۱۹۰۲
لویی فولر در کاباره فولیس برگر، پوستری از ژان دپاللوک
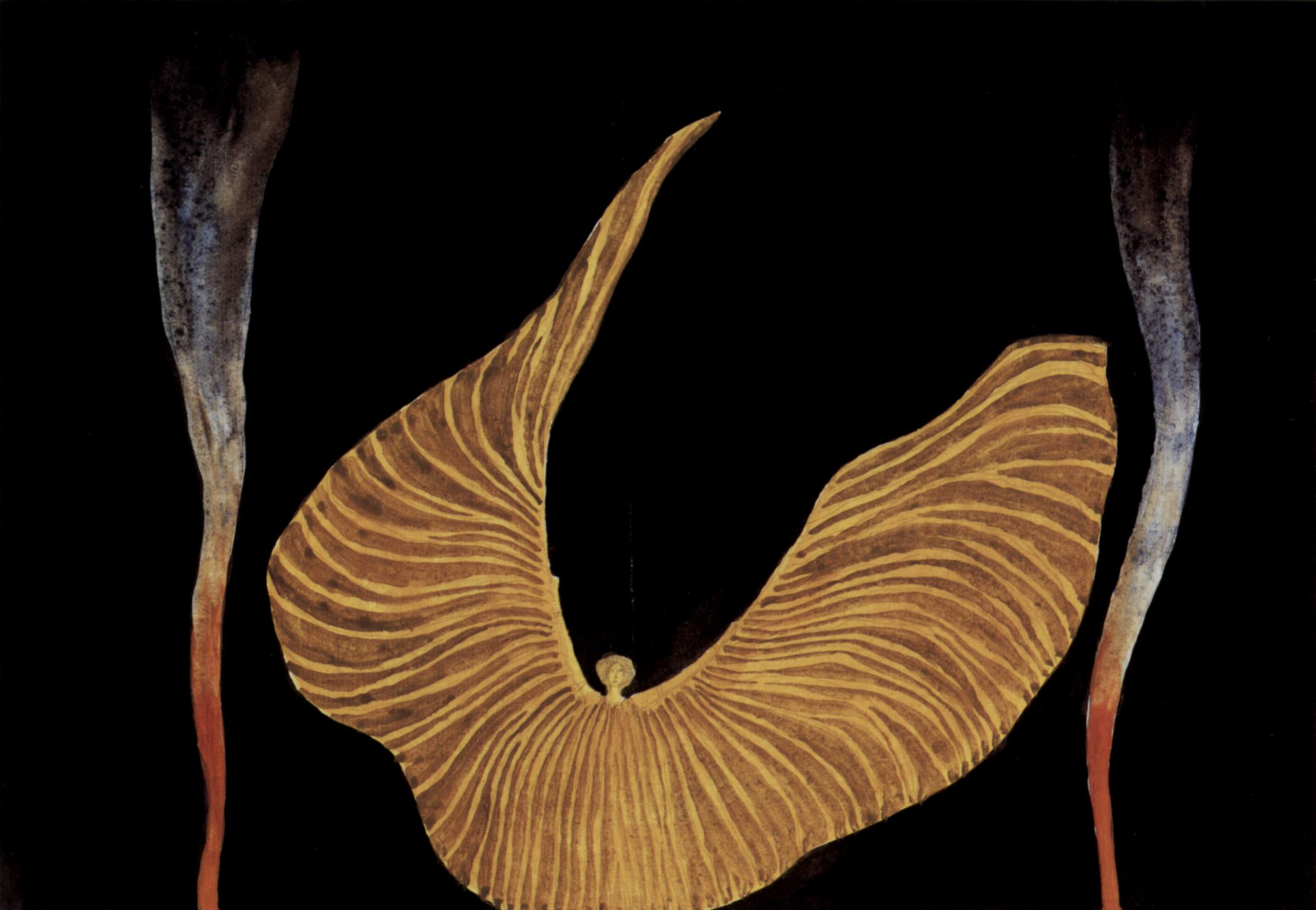
لویی فولر اثر کولومان موزر
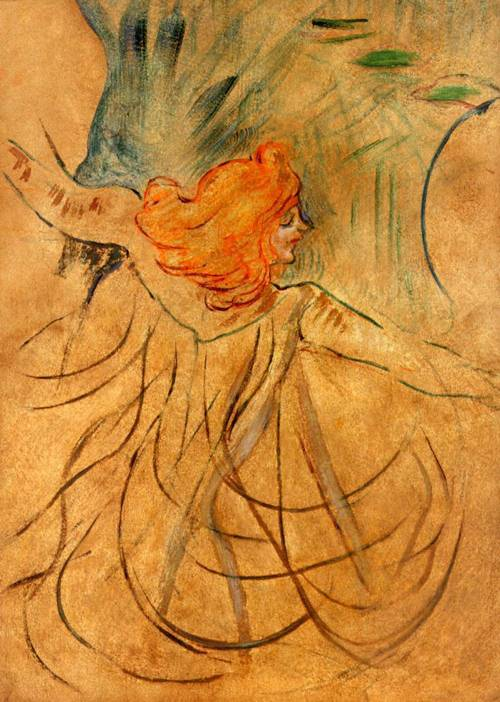
نقاشی فولر اثر تولوز لوترک
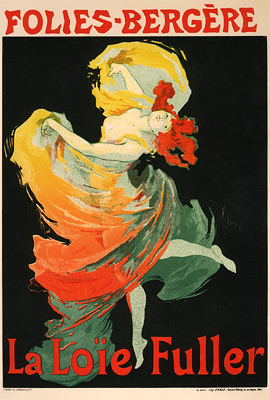
پوستری از فولر در کاباره فولیس برگر اثر ژولز چرت
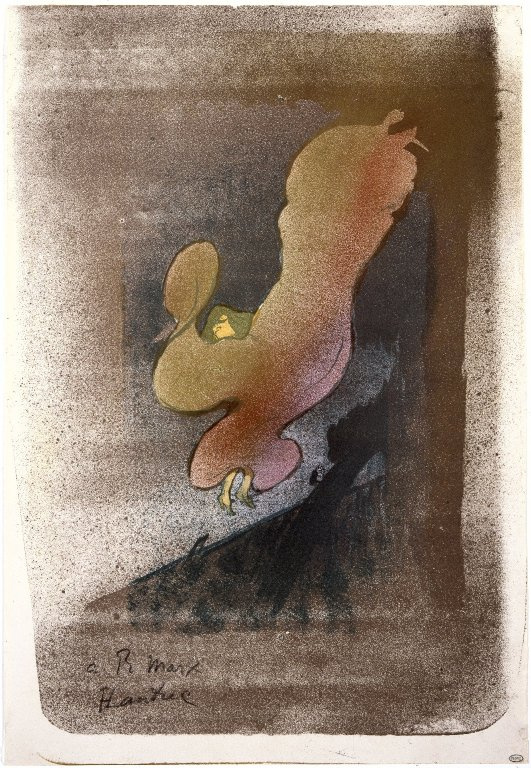
دوشیزه فولر، اثر تولوز لوترک به سال ۱۸۹۳ در موزه بروکلین شهر نیویورک
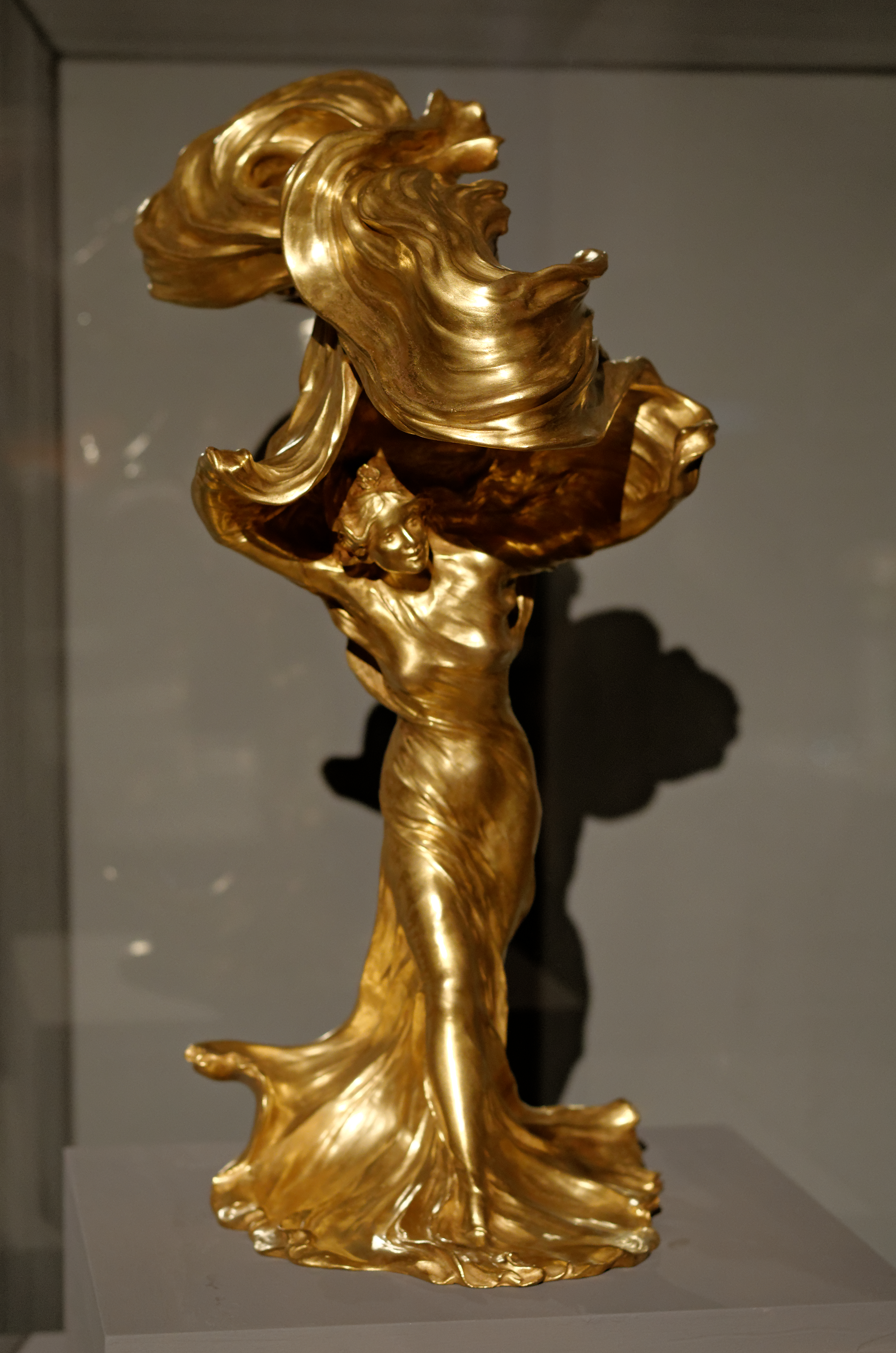
لویی فولر در قامت لامپ روشنایی رومیزی اثر فرانسیس رائول لارچه